# リールワールド
リールワールドプロダクション(Reelworld Production)は、アメリカ合衆国ワシントン州・シアトルに本社を構えるジングル制作会社である。
1955年にスティーブ・トーマスとエリック・フーバーによって起業され、コンテンポラリーラジオステーション向けのコールサインジングルやイメージングの制作において著名であり、少なくとも北米エリアではジングル制作のリーディングカンパニー的存在である。
WXKS（ボストンで「Kiss 108」のステーションネームで放送を行っている）が、かなりの量のジングルの制作発注を行っている。1999年以降はWHTZ（ニューヨークで「Z100」のステーションネームで放送）向けに、2000年以降はWLIT向けに、2004年以降はKIIS-FM向けにもジングル制作を行っている。"WLIT 2000"と"KIIS LA 2004"は、同社の売上ランキング上位をキープしているジングルパッケージであり、"KIIS LA 2004"のジングルが登場した年には、KIIS-FMがロサンゼルスにおいて年間で一番よく聴かれているラジオステーションとなった。